# San Rafael Pié de la Cuesta
San Rafael Pié de la Cuesta è un comune del Guatemala facente parte del dipartimento di San Marcos.